# Diviciacus
Diviciacus, Divitiacus nebo též Diviciacos je polatinštěné jméno galského diplomata z kmene Aeduů (Haeduů), jediného druida z doby antiky, jehož existence je historicky doložena.
Datum jeho narození není známo, ale dospělý byl v letech kolem roku 60. let př. n. l. Byl současně druidem (náboženská funkce) a jedním z vůdců kmene Aeduů (vojenská funkce). Touto koncentrací funkcí se podobal svému současníkovi Juliovi Caesarovi. Byl zastáncem spojenectví s Římem. Jen těsně unikl masakru způsobenému galskými kmeny Sequanů, Arvenů a germánskými vojsky, které vedl Ariovistus a v roce 63 př. n. l. odešel do Říma, aby zde promluvil před senátem a požádal o vojenskou pomoc. Byl hostem Cicerona, se kterým hovořil o věštění, astronomii a přírodní filozofii.
Julius Caesar, který jej dobře znal, několikrát se o něm zmiňuje ve svých Zápiscích o válce galské jako o mimořádně schopném diplomatovi.